# Dylan Smith (kanadischer Schauspieler)

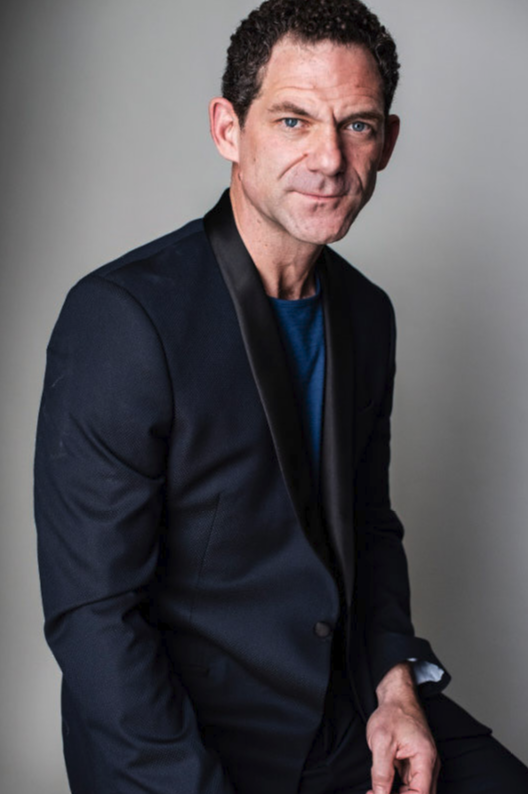
Dylan Smith

Dylan Scott Smith (* in Montreal) ist ein kanadischer Filmschauspieler.

## Leben
Dylan Smith wurde in Montreal geboren und ist der Sohn des Oscar-nominierten Filmemachers John N. Smith und der Dokumentarfilmerin, Oscar-Preisträgerin und Mitglied der Royal Canadian Academy of Arts Cynthia Scott. Der passionierte Eishockeyspieler erhielt ein Sportstipendium für das College. Nach einer Verletzung studierte er Theater an der Universität von Toronto. Dort trat er der Soulpepper Theatre Company bei. Zudem studierte er Schauspiel an der Webber Douglas Academy of Dramatic Art in London und wurde im Konversationsstück Private Lives von Noël Coward am Broadway besetzt, wo er seine spätere Ehefrau, die britische Theaterregisseurin Anna Ledwich, kennenlernte.
Nach Engagements für Nebenrollen in Filmen wie 300 oder Krieg der Götter, fünf Folgen in der Fernsehserie Into the Badlands und einer kleineren Rolle in Die Mumie im Jahr 2017 war Smith im darauffolgenden Jahr in der Rolle als Jasper in Maze Runner – Die Auserwählten in der Todeszone zu sehen und spielte in einer weiteren Hauptrolle Daniel in dem Filmdrama Lemonade von Ioana Uricaru. Im Jahr 2019 folgten Auftritte in sechs Folgen von I Am the Night in der Rolle von Sepp und eine Nebenrolle im Filmdrama First Cow von Kelly Reichardt.

## Filmografie (Auswahl)
- 2001: EastEnders (Fernsehserie, 2 Folgen)
- 2001: Mord im Orient-Express (Murder on the Orient Express)
- 2006: 300
- 2008: Kit Kittredge – Ein amerikanisches Mädchen (Kit Kittredge: An American Girl)
- 2010: Murdoch Mysteries (Fernsehserie, 1 Folge)
- 2011: High Chicago
- 2011: Krieg der Götter (Immortals)
- 2012: Eddie
- 2013: Republic of Doyle – Einsatz für zwei (Republic of Doyle, Fernsehserie, 1 Folge)
- 2015: Forsaken
- 2016: Spectral
- 2017: Die Mumie (The Mummy)
- 2017: Into the Badlands (Fernsehserie, 5 Folgen)
- 2018: Maze Runner – Die Auserwählten in der Todeszone (Maze Runner: The Death Cure)
- 2018: Lemonade
- 2019: I Am the Night (Fernsehserie, 6 Folgen)
- 2019: First Cow
- 2019: Treadstone (Fernsehserie, 2 Folgen)
- 2022: Der Herr der Ringe: Die Ringe der Macht (The Lord of the Rings: The Rings of Power, 6 Folgen)